# Œ (lettre cyrillique)
Ne doit pas être confondu avec le graphème latin Œ.
La lettre Œ (minuscule : œ), appelé o ié ou ié dans l’o, est une lettre additionnelle de l’alphabet cyrillique qui a été utilisé dans l’écriture du selkoupe.
Elle est appelée « ligature о et е » (Лигатура О и Е en russe) dans la norme GOST R 7.0.29-2010.

## Utilisation
La norme de romanisation de l’alphabet cyrillique ISO 9 translitère la lettre cyrillique o ié avec la lettre latine œ.

## Représentation informatique
La lettre o ié a été codée dans l’ISO 10754 avec les codes 0x61 et 0x71. Dans Unicode, elle est représentée avec les mêmes caractères que la lettre latine Œ.